# Фіт
Фіт (англ. fit) — у картярстві, бриджі — принаймні 8 карт однієї масті на руках у двох партнерів.
Відшукання фіту — першочергове завдання при торгівлі. Для пошуків фіту використовуються спеціальні конвенції. 